# Fredrick Hatfield
Fredrick C. Hatfield, född 21 oktober 1942, död 14 maj 2017, var under 1980-talet en amerikansk styrkelyftare med smeknamnet "Dr. Squat", då han slog världsrekord i knäböj vid en ålder av 45 år trots sin förhållandevis lätta kroppsvikt på 100 kg. Han var även filosofie doktor.
Hatfields personliga rekord är: Knäböj 460 kg, bänkpress 237,5 kg, marklyft 347,5 kg. Vilket alltså är 1045 kg totalt (dock ej under samma tävling).